# Allen W. Wood
Allen William Wood (nascut el 26 d'octubre de 1942) és un filòsof nord-americà especialitzat en l'obra d'Immanuel Kant i de l'idealisme alemany, amb interessos específics en l'ètica i la filosofia social. És professor de filosofia a la Universitat d'Indiana a Ruth Norman Halls i ha estat professor visitant a nombroses universitats dels Estats Units i d'Europa. A més de popularitzar i aclarir el pensament ètic d'Immanuel Kant, Wood també ha presentat arguments contra la validesa del "dilema de la vagoneta" en la filosofia moral.

## Biografia
Nascut a Seattle, ha estat catedràtic a la Universitat de Cornell, Universitat Yale, a la Universitat Stanford i a la Universitat d'Indiana des del 2008. A més, ha estat professor visitant a la Universitat de Míchigan, a la Universitat de Califòrnia a San Diego i a la Universitat d'Oxford, on va ser professor visitant Isaiah Berlin el 2005, i està afiliat a la Freie Universität Berlin el 1983-84 i al Rheinische-Friedrich-Wilhelms-Universität Bonn entre 1991 i 1992

## Obra filosòfica
Wood ha escrit sobre molts de temes de filosofia moral i social: Kant's Moral Religion (1970), Kant's Rational Theology (1978), Karl Marx (1981), Hegel's Ethical Thought (1990), Kant's Ethical Thought (1999), Unsettling Obligations (2002), Kant (2004), Kantian Ethics (2007) i The Free Development of Each: Studies in Freedom, Right and Ethics in Classical German Philosophy. Ara està treballant en un llibre que continuarà la seva sèrie de "Pensament ètic" titulada Fichte's Ethical Thought "El pensament ètic de Fichte".

Juntament amb Paul Guyer, Wood és editor general de l'edició de Cambridge de Kant's Writings, havent contribuït a sis volums. També ha editat Self and Nature in Kant's Philosophy (1984), Hegel: Elements of the Philosophy of Right (1991), Kant: Groundwork for the Metaphysics of Morals (2002), Fichte: Attempt at a Critique of All Revelation (2010), i Cambridge History of Philosophy in the Nineteenth Century (1790-1870), amb Songsuk Susan Hahn (2012).

### Ètica kantiana
Wood és un especialista destacat en la filosofia moral de Kant. Ha treballat àmpliament per revisar les perspectives de la filosofia moral de Kant, i per a dilucidar els "propis objectius i l'estructura d'una teoria moral i la manera en què les teories morals es relacionen amb les decisions morals ordinàries". Ha suggerit que John Rawls i Onora O'Neill han "fet que la gent presti més atenció a la teoria ètica kantiana" i suggereix que molts dels problemes reportats respecte a l'ètica kantiana són compartits per totes les teories ètiques, i que en el context dels problemes relacionats amb la lliure voluntat "cap teoria rival té una solució satisfactòria."

### Fonaments de la Metafísica de la moral
Wood va editar la seva pròpia traducció de Groundwork to the Metaphysics of Morals de Kant, que és el llibre que sempre ha utilitzat per introduir l'ètica kantiana als estudiants, i l'únic text que ensenya en cursos generals sobre teoria ètica. Ha suggerit que "les primeres cinquanta vegades que vaig llegir el text no l'entenia del tot, però vaig acceptar molts dels errors més comuns, perquè eren fàcils de cometre i havien quedat validats per generacions de lectures errònies per part d'altres".

### Altres teories ètiques
Tot i que va criticar les teories morals conseqüencialistes, es va comprometre amb representants d'aquesta tradició i ha esmentat que ell i el conegut conseqüencialista Shelly Kagan van ser "sempre companys molt ben avenguts a Yale". Ha afirmat que l'ètica de la virtut contemporània ha "afegit una altra perspectiva valuosa" i que va traçar això amb G.E.M. Anscombe a un "article bastant incendiari" Modern Moral Philosophy. Modern Moral Philosophy.
Wood ha suggerit que "totes les teories ètiques són incertes, qüestionables i no aptes per a una creença justificada", suggerint que els principis fundacionals per a l'ètica (com els desenvolupats per Kant) continuen sent útils perquè permeten a persones amb diferents punts de vista arguments convincents. Ha defensat que els valors ètics bàsics, com el floriment humà i la dignitat de les persones, "tenen un paper per ajudar a la gent a pensar millor en les situacions terriblement problemàtiques que ens enfronten".
A una conferència a la Facultat de Dret de la Universitat de Ciutat del Cap el 2007, Wood va comparar el realm of ends de Kant amb l'ideal africà d'Ubuntu, suggerint que, tot i que les dues idees no eren iguals, "crec que representen la mateixa resposta a la condició humana, manifestada en diferents condicions culturals i històriques "

## Obres
- Kant's Moral Religion, Ithaca, NY: Cornell University Press, 1970.
- Kant's Rational Theology, Ithaca, NY: Cornell University Press, 1978.
- Karl Marx, London: Routledge and Kegan Paul, 1981.
- Hegel's Ethical Thought, Cambridge: Cambridge University Press, 1990.
- Kant's Ethical Thought, Cambridge: Cambridge University Press, 1999.
- Unsettling Obligations: Essays on Reason, Reality and the Ethics of Belief, Stanford, CA: CSLI Publications, 2002.
- Immanuel Kant: Grundlegung zur Metaphysik der Sitten: Ein einführender Kommentar (with Dieter Schönecker), Paderborn, Germany: Schöningh-Verlag (UTB Wissenschaft), 2002
- Kant (Blackwell Great Minds), Hoboken, NJ: Wiley Blackwell, 2004
- Karl Marx (expanded second edition), London: Taylor and Francis, 2004.
- Kantian Ethics, Cambridge: Cambridge University Press, 2007.
- The Free Development of Each: Studies in Freedom, Right and Ethics in Classical German Philosophy, Oxford: Oxford University Press, 2014.
- Kant's Groundwork for the Metaphysics of Morals: A Commentary (with Dieter Schönecker), Cambridge, MA: Harvard University Press, 2014.
- Fichte's Ethical Thought, Cambridge: Cambridge University Press, 2016.